# Samar (Ukraina)
Samar (ukr. Самáр) –  miasto na Ukrainie, w obwodzie dniepropetrowskim, rejonie samarskim (do 2024 do zmiany nazwy miasta - rejon nowomoskowski).
W latach 1794–2024 miasto nosiło nazwę Nowomoskowsk (ukr. Новомосковськ, Nowomoskowśk).

## Historia
W mieście znajdują się pozostałości monastyru (XVII wiek) i drewniana cerkiew (XVIII wiek).
Podczas okupacji hitlerowskiej, w grudniu 1941 roku Niemcy utworzyli getto dla żydowskich mieszkańców. Przebywało w nim około 700 osób. 2 marca 1942 roku Niemcy zlikwidowali getto, a Żydów zamordowali. Sprawcami zbrodni było SD Sonderkommando Platt, Feldgendarmerie oraz ukraińska policja. 
W 1989 liczyła 75 608 mieszkańców.
W 2013 liczyła 70 787 mieszkańców.
W 2022 roku 69 855 mieszkańców.

## Osoby związane z Samarem
Wiktor Skrypnyk– ukraiński piłkarz, grający na pozycji obrońcy, reprezentant Ukrainy, trener piłkarski.